# Monte Visitor
Visitor es una montaña en Montenegro. Forma parte de un pequeño grupo montañoso en Montenegro que se encuentra entre los macizos de Komovi al oeste y de los montes Prokletije al este, dentro de los Alpes Dináricos. Comprende igualmente el Goles (2.126 m), el Zeletin (2.112 m) y el Greben (2.196 m). Su ladera oriental está rodeada, de sur a norte, por el Lim. El Visitor se extiende sobre 12 km al noroeste del lago de Plav (Plavsko jezero) y culmina a 2.211 m s. n. m. de altitud en el pico Bandera o pico Plana. El centro de visitantes (Visitorsko jezero) está a 1.820 m de altitud, 92 metros de largo, 73 metros de ancho y 4 m de profundidad. Los piedemontes están cubiertos por bosques, su parte superior está cubierta de pasto y de roquedos.
La ascensión es posible por tres itinerarios balizados. El más fácil es por la vertiente norte, desde Murino (833 m), a la cumbre en cuatro horas de marcha a ritmo mediano. Los otros dos parten de Brezojevice (915 m) y Plav (928 m) y son comparables en término de tiempo.